# Йоан IV Велики Комнин
Йоан IV Велики Комнин (на гръцки: Ιωάννης Δ΄ Μέγας Κομνηνός) е император на Трапезунд от 1429 до смъртта си през 1460 г.

## Живот
Баща му Алексий IV Велики Комнин го обявява за деспот и съимператор през 1417 г. Но Йоан е в конфликт с родителите си и обвинява майка си императрица Теодора Кантакузина в любовна връзка с протовестиария на империята. След което го убива и затваря родителите си в кула като е възможно да е смятал и да ги убие, но е възпрян и заминава за Грузия. Баща му обявява за съимператор на негово място по-малкия му брат Александър Велики Комнин.
През 1429 г. Йоан събира наемници и решава да завземе властта. Баща му тръгва насреща му, а Йоан изпраща свои съзаклятници, които да влязат в лагера на баща му, да го хванат и да му го доведат, вместо това те се вмъкват в шатрата на баща му около полунощ и го убиват.
Йоан IV Велики Комнин е признат за император на Трапезунд през октомври 1429 г.

## Фамилия
Първият брак на Йоан Велики Комнин е с дъщеря на грузинския крал Александър I, а втория – с дъщеря на османския султан или на Девлет Берди, един от хановете на Златната орда. Спрягат се имена на три негови деца, но безспорно е бащинството му само на Теодора Комнина, омъжена за Узун Хасан, владетел на държавата на династията Ак Коюнлу.